# Десятины (Житомирская область)
Десятины (укр. Десятини) — село на Украине, основано в 1921 году, находится в Иршанской поселковой общине Житомирской области.
Код КОАТУУ — 1822386802. Почтовый индекс — 11581. Телефонный код — 4142. Занимает площадь 0,888 км².

## Население
Население по переписи 2001 года составляет 125 человек.

### Известные люди
Здесь родился Яненко, Сергей Михайлович (род. 1957) — советский и украинский спортсмен и тренер; чемпион мира в беге на 100 км.